# Xylopteryx sublectata
Xylopteryx sublectata là một loài bướm đêm trong họ Geometridae.